# Krzysztof Orzechowski
Krzysztof Bronisław Orzechowski (ur. 6 września 1947 w Toruniu) – polski aktor i reżyser teatralny, w latach 1999–2016 dyrektor Teatru im. Juliusza Słowackiego w Krakowie, profesor sztuk teatralnych.

## Życiorys
Ukończył studia na Wydziale Aktorskim PWST w Krakowie (1970) i na Wydziale Reżyserii Akademii Teatralnej w Warszawie (1982). W 2012 otrzymał tytuł profesora sztuk teatralnych.
W latach 70. pracował jako aktor, a później jako reżyser w teatrach warszawskich, m.in. w Teatrze Komedia, Teatrze Dramatycznym oraz Teatrze Narodowym. Od 1981 jako pedagog związany z Akademią Teatralną w Warszawie, objął stanowisko profesora zwyczajnego na Wydziale Reżyserii tej uczelni. W latach 1989–1996 pracował jako reżyser w Teatrze Ludowym w Krakowie w Nowej Hucie. W latach 1997–1999 był dyrektorem Teatru Bagatela w Krakowie. W 1999 powołany na stanowisko dyrektora Teatru im. Juliusza Słowackiego w Krakowie, pełnił tę funkcję do 2016. W 2019 został dziekanem Wydziału Aktorskiego Krakowskiej Akademii im. Andrzeja Frycza Modrzewskiego.
Mąż Anny Dymnej.

## Twórczość

### Teatralna
- Niemcy – 1970 (aktor)
- Boso, ale w ostrogach – 1971 (aktor)
- Wieczór Trzech Króli – 1971 (aktor)
- Człowiek znikąd – 1972 (aktor)
- Ferdynand Wspaniały – 1973 (aktor)
- Romans w wodewilu – 1973 (aktor)
- Błękitny potwór – 1974 (aktor)
- Król Lear – 1977 (aktor)
- Wariacje – 1977 (aktor)
- Medea – 1978 (aktor)
- Hamlet – 1967, 1979 (aktor)
- Operetka – 1980 (asystent reżysera, aktor)
- Jak wam się podoba – 1980 (asystent reżysera, aktor)
- Księżniczka Turandot – 1981 (reżyseria, adaptacja)
- Mord w katedrze – 1982 (aktor)
- Czarująca szewcowa – 1983 (reżyseria)
- Operetka (II wersja) – 1983 (aktor, asystent reżysera)
- A jednak powrócę… – 1986 (reżyseria)
- Pierścień i róża –, 1983, 1987 (reżyseria)
- Emida albo królewna pasterska – 1987 (reżyseria)
- Kandyd – 1988, 1985 (reżyseria)
- Ambasador – 1988 (reżyseria)
- Człowiek z marmuru – 1989 (reżyseria)
- Opera żebracza – 1990 (reżyseria, inscenizacja, adaptacja)
- Wieczór Trzech Króli – 1991 (reżyseria)
- Nienawidzę – 1991 (reżyseria)
- Ich czworo – 1992 (reżyseria)
- Romeo i Julia – 1992 (reżyseria)
- Panna Tutli-Putli – 1993 (reżyseria)
- Baśń o zaklętym jaworze – 1993 (reżyseria)
- Zatrute pióro – 1993 (reżyseria)
- Kandyd, czyli… – 1994 (reżyseria)
- Po górach, po chmurach – 1994 (reżyseria)
- Tango – 1996 (reżyseria)
- Gimpel głupek – 1996 (reżyseria)
- Nocne tańce Wieczystego – 1997 (reżyseria)
- Pan Jowialski – 1997 (reżyseria)
- Pierścień i róża – 1998 (inscenizacja)
- Czego nie widać – 1998 (reżyseria, aktor)
- Tomasz Mann – 1999 (reżyseria)
- Pastorałka na nowy wiek – 2001 (reżyseria)
- Kandyd, czyli Optymizm – 2004 (adaptacja sceniczna z Maciejem Wojtyszko)
- Zaduszki – Wyspiański – 2007 (reżyseria)
- Post-Makbet. Żart sceniczny – 2008 (reżyseria)
- Ja, Feuerbach – 2008 (reżyseria)
- Zakręcony Słowacki, czyli noc w malinach – 2009 (reżyseria, aktor)
- Krzyżacy, czyli teatr w kryzysie (albo koszmarny sen dyrektora) – 2010 (reżyseria, aktor)

### Filmowa
- Najdłuższa wojna nowoczesnej Europy – 1979–1981 (aktor, serial TV)
- Mistrz i Małgorzata – 1988 (aktor, serial TV)
- Senność – 2008 (aktor, film)[2]

## Odznaczenia i wyróżnienia
Ordery i odznaczenia
- 2002 – Zasłużony Działacz Kultury
- 2003 – Złoty Krzyż Zasługi[8]
- 2005 – Srebrny Medal „Zasłużony Kulturze Gloria Artis”
- 2010 – Krzyż Kawalerski Orderu Odrodzenia Polski[9]
- 2011 – Medal Komisji Edukacji Narodowej
- 2015 – Krzyż Oficerski Orderu Odrodzenia Polski[10]
- 2018 – Złoty Medal „Zasłużony Kulturze Gloria Artis”[11]

Nagrody i wyróżnienia
- 1998 – Krakowska Złota Maska, nagroda przyznana przez publiczność (w ramach plebiscytu organizowanego przez Krakowską Fundację Artystów Teatru) dla wyreżyserowanego przez Krzysztofa Orzechowskiego spektaklu Pan Jowialski (Teatr Ludowy w Krakowie) jako najlepszego przedstawienia z poprzedniego roku[12]
- 1998 – Nagroda za reżyserię przedstawienia Pan Jowialski Aleksandra Fredry w Teatrze Ludowym w Krakowie na XXIII OKT w Opolu
- 2003 – Nagroda im. Stanisława Pruszyńskiego za wkład pracy społecznej w organizację dorocznych Festiwali Twórczości Osób Niepełnosprawnych „Albertiana”
- 2009 – Nagroda I stopnia Ministra Kultury i Dziedzictwa Narodowego za szczególne osiągnięcia artystyczne i dydaktyczne
- 2009 – Odznaka „Honoris Gratia”
- 2016 – Nagroda Krakowska Książka Miesiąca za autobiografię Podróż do kresu pamięci
- 2017 – Medal Świętego Brata Alberta[13][14]